# Thelazia skrjabini
Thelazia skrjabini е вид паразитен червей от род Телазия.

## Морфология
Кутикулата е нежно напречнонабраздена и придава леко назъбен вид на тялото. Мъжките са с дължина 5 – 9 mm, а женските 11 – 19 mm. Мъжките откъм коремната си част имат 17 – 32 предклоакални и 1 – 2 чифта постклоакални папили. При женските вулвата е в предната част на тялото. При двата пола опашният край е вентрално завит, при женските има и чифт папили.

## Жизнен цикъл
Ларвите са с дължина 0,214 – 0,290 mm. Краен гостоприемник са говедо (Bos taurus) и як (Bos grunniens). Ларвите се поемат от междинни гостоприемници мухи от видовете Musca autumnalis, Musca vitripennis и Musca amica. Видът паразитира предимно в слъзните канали на крайните гостоприемници.

## Разпространение
Thelazia skrjabini е разпространен в Европа и Северна Америка. Видът се среща и в България.